# État en déliquescence
Ne doit pas être confondu avec État fragile.

États en déliquescence d'après le Failed States Index 2012 de Foreign Policy
États en situation critique de défaillance
États en danger de défaillance
États en stabilisation
États en situation stable
États en situation très stable

La notion d’État en déliquescence (État défaillant, État failli, État déstructuré ou État en échec, Failed State en anglais) est proposée par le Fund for Peace qui a construit un indicateur composé de 12 variables pour tenter de caractériser un État qui ne parviendrait pas à assurer ses missions essentielles, particulièrement le respect de l’État de droit. Cette notion est utilisée pour légitimer une intervention de la communauté internationale, qui serait ainsi autorisée à « reconstruire » les États déficients.
Cette notion controversée d’« État en déliquescence » est apparue au début des années 1990 lorsque, après la chute de l'URSS et sa rapide décomposition, des théoriciens de la géopolitique internationale constatent que, depuis 1945, ce sont plus souvent des guerres civiles que conventionnelles que les États ont eu à affronter.
D'abord appliqué à l'exemple somalien, le concept d'« État failli » ou en déliquescence s'est rapidement étendu aux zones de crise humanitaire intense (Haïti, Liberia, Rwanda, etc.), puis aux anciennes républiques soviétiques n'exerçant plus de contrôle sur des parties significatives de leur territoire (Géorgie, Moldavie, etc.).

## Définition générale
Un État en échec a perdu le monopole de la puissance légitime sur son territoire. Cependant, cette définition au sens strict pourrait désigner la situation des deux tiers des États. La désignation d'un État comme « déliquescent » n'est pas neutre et porte une certaine conception politique. Les auteurs[Lesquels ?] s'accordent cependant sur un certain nombre de paramètres - c'est plus l'interprétation de leur poids relatif qui est matière à débats.
Un État en déliquescence « est confronté à des problèmes qui compromettent sa cohérence et sa pérennité ». Des indicateurs probants sont :
- un gouvernement central si faible ou inefficace qu'il n'exerce qu'un contrôle marginal sur son territoire (le niveau de contrôle attendu pour déterminer le niveau de déliquescence varie cependant selon les auteurs) ;
- la légitimité du gouvernement à prendre certaines décisions est contestée ;
- l’absence de services publics essentiels ;
- une corruption généralisée ;
- la présence de réfugiés ou des déplacements de populations ;
- une crise économique ;
- des relations conflictuelles avec les pays voisins[6].

L'État peut avoir des difficultés à affirmer le monopole de la violence légitime (tel que décrit par Max Weber) par exemple lorsque lui-même ou certains de ses éléments soutiennent des milices. Ou lorsque l'inefficacité de l'administration, du système judiciaire, la présence d'une économie informelle étendue et d'interférences de l'armée dans la politique nationale permettent, même en l'absence d'une rébellion armée constituée, de douter de la capacité de l'État à s'imposer dans une compétition pour le pouvoir avec certains acteurs locaux. Un État en déliquescence peut cependant assurer certaines de ses fonctions étatiques. À l'opposé, un État est reconnu capable d'assurer sa propre pérennité quand il peut exercer le monopole de la violence légitime à l'intérieur de ses frontières.

## «Failed States Index»
C'est en 2005 que le think tank américain Fund for Peace (en) et le magazine Foreign Policy, fondé par Samuel Huntington, commencent à publier un indicateur annuel : The Failed States Index (« Indice des États en déliquescence ») qui ne comprend que les pays membres des Nations unies. Plusieurs territoires sont donc exclus comme Taïwan, la Palestine, Chypre du Nord, le Kosovo et le Sahara occidental.
Cet indicateur est établi sur la base de douze variables. Pour chacune, une valeur de 1 à 10 est attribuée (0 le plus faible/plus stable). Le total de ces douze indicateurs se situe donc entre 0 et 120.

### Les variables
Les variables qui composent l'indicateur sont réparties entre quatre indices sociaux, deux économiques et six de nature politique.
Cet indicateur n'a pas vocation à prévoir des éruptions de violence ou un effondrement, mais la vulnérabilité d'un pays face à un conflit. Tous les pays listés en jaune, orange ou rouge présentent certains éléments au sein de leurs sociétés respectives qui les rendent susceptibles d'échouer. Il faut cependant relever que certains États à risque modéré pourraient s'effondrer plus rapidement que d'autres situés dans les zones d'alerte ou de danger et qui, bien que dans une situation critique, sont sur le chemin du rétablissement d'institutions fiables.

#### Indicateurs sociaux
1. Pression démographique : qu'il s'agisse de haute densité de populations, ou d'accès difficile à l'alimentation. Sont inclus l'extension des zones habitées, les problèmes de frontières, de propriété ou d'occupation des terres, de contrôle des sites religieux ou historiques, d'exposition à des problèmes environnementaux.
2. Mouvements massifs de réfugiés et de déplacés internes : le déracinement forcé de vastes communautés à la suite de violences ciblées ou pas et/ou d'actes de répression, favorisant pénuries alimentaires et maladies ; le manque d'eau potable, la concurrence pour les terres arables, et des troubles qui peuvent générer une détresse humanitaire et des problèmes de sécurité grandissants, tant à l'intérieur des pays et entre pays.
3. Cycles de violences communautaires : sur la base d'injustices récentes ou passées, y compris sur plusieurs siècles. Cet indicateur inclut les crimes restés impunis contre des communautés ou groupes. Institutionnalisation de l'exclusion politique. L'ostracisme en direction de groupes accusés d'accaparer richesses et pouvoir.
4. Émigration chronique et soutenue : qu'il s'agisse de fuite des cerveaux ou d'émigration de dissidents politiques ou de représentants des classes moyennes.

#### Indicateurs économiques
5. Inégalités de développement : inégalités réelles ou perçues entre groupes, au niveau de l'éducation, de la répartition des richesses, des emplois.
6. Déclin économique subit ou prononcé : mesuré par un indice de déclin global incluant revenu individuel moyen, PIB, endettement, taux de mortalité infantile, niveau de pauvreté, nombre de faillites. Une chute rapide du prix des matières premières, des revenus, de l'investissement direct étranger, du remboursement de la dette, une hausse de la part du secteur informel peuvent traduire l'incapacité de l'État à payer salaires et pensions.

#### Indicateurs politiques
7. Criminalisation et délégitimation de l'État : corruption endémique, pillage institutionnel, résistance à la transparence et aux pratiques de bonne gouvernance.
8. Détérioration graduelle des services publics : disparition des fonctions de base à destination des citoyens, tels que police, éducation, système de santé, transports. L'usage des agences de l'État au service des élites dominantes (forces de sécurité, banque centrale, administration présidentielle, douanes et renseignements) est également comptabilisé.
9. Violations généralisées des droits de l'homme : émergence d'un pouvoir autoritaire ou dictatorial manipulant ou suspendant les institutions démocratiques et constitutionnelles. Éruption de violences politiques à l'encontre des populations civiles, couplées à l'augmentation du nombre de prisonniers politiques ou dissidents à qui l'on refuse un procès en phase avec les normes internationales. Restriction de la liberté de la presse et des droits religieux.
10. Appareil de sécurité constituant un État dans l'État : émergence d'une garde prétorienne bénéficiant d'une impunité quasi totale. Milices privées protégées ou soutenues par l'État et dirigées contre l'opposition ou tout groupe de population susceptible d'être favorable à celle-ci. Sous-groupe au sein de l'armée qui utilise ses ressources pour servir les intérêts de l'élite dominante. Apparition de milices armées irrégulières pouvant aller jusqu'à l'affrontement armé avec les forces régulières.
11. Émergence de factions au sein de l'élite : fragmentation des classes dominantes le long de lignes de fracture communautaires. Utilisation par les élites ou les institutions d'une rhétorique nationaliste ou de solidarité ethnique (appel au nettoyage ethnique ou à la défense de la foi).
12. Intervention d'autres puissances : engagement militaire ou paramilitaire d'armées étrangères, États, groupes ou entités, qui ont pour résultat de bouleverser l'équilibre local des forces et d'empêcher la résolution d'un conflit. Surdépendance vis-à-vis de l'aide externe ou de missions de maintien de la paix.

### Résultats

Évolution de l'Index de déliquescence des États du magazine Foreign Policy, 2005-2013

| - Alerte - Danger - Pas d'informations / Dépendance | - Modéré - Stable |

#### Pays en situation critique en 2005
En 2005, sept pays, sur 76 notés, ont un indice supérieur à 100 : 
| 1. Côte d'Ivoire 2. République démocratique du Congo 3. Soudan 4. Irak 5. Somalie 6. Sierra Leone 7. Tchad |

#### Pays en situation critique en 2010
En 2010, quatorze pays sur 177 sont dans la zone critique, alors que seul le Sierra Leone en est sorti (en 2006) : 
| 1. Somalie 2. Tchad 3. Soudan 4. Zimbabwe 5. République démocratique du Congo 6. Afghanistan 7. Irak | 8. République centrafricaine 9. Guinée 10. Pakistan 11. Haïti 12. Côte d'Ivoire 13. Kenya 14. Nigeria |

#### Pays en situation critique en 2015
En 2015, sur 178 pays, la Syrie, le Yémen et le Soudan du Sud sont ajoutés à la liste des pays en situation critique, alors que le Kenya en sort. En 2014, le Failed State Index est renommé Fragile State Index et la dénomination pour le FPP est High Alert (critique), voire, pour les quatre premiers dont l'indice est supérieur à 110, Very High Alert (très critique) : 
| 1. Soudan du Sud 2. Somalie 3. République centrafricaine 4. Soudan 5. République démocratique du Congo 6. Tchad 7. Yémen 8. Syrie | 9. Afghanistan 10. Guinée 11. Haïti 12. Irak 13. Pakistan 14. Nigeria 15. Côte d'Ivoire 16. Zimbabwe |

À l'opposé, la Finlande est seule dans sa catégorie Very Sustainable (très durable), avec un indice inférieur à vingt.

#### Pays en situation de crise en 2020
En 2020, sur 178 pays, 9 sont en situation de crise (High Alert) dont quatre en situation de crise très critique (indice est supérieur à 110, Very High Alert) :
| 1. Yémen 2. Somalie 3. Soudan du Sud 4. Syrie 5. République démocratique du Congo 6. République centrafricaine 7. Tchad 8. Soudan 9. Afghanistan |

Au bas du tableau, la Finlande est toujours la seule dans sa catégorie Very Sustainable (très durable), avec un indice inférieur à vingt.

#### Pays en situation de crise en 2024
En 2025, sur 179 pays notés, 11 sont en situation de crise (High Alert) dont un seul, la Somalie, en situation de crise très critique (indice est supérieur à 110, Very High Alert). La Birmanie fait son entrée dans le classement en 2022 :
| 1. Somalie 2. Soudan 3. Soudan du Sud 4. Syrie 5. République démocratique du Congo 6. Yémen | 7. Afghanistan 7. République centrafricaine 8. Haïti 9. Tchad 10. Birmanie |  |

Au bas du tableau, 11 pays sont considérés comme très durables, avec la Norvège en tête. Ensuite, dans l'ordre décroissant, viennent : Finlande, Islande, Nouvelle-Zélande, Danemark, Suisse, Irlande, Canada, Luxembourg, Pays-Bas et Australie.

## Tableau complet des indices

### Indices des États fragiles en 2018
| Rang | Pays                             | Score de 2018 |
| ---- | -------------------------------- | ------------- |
| 1    | Soudan du Sud                    | 113.4         |
| 2    | Somalie                          | 113.2         |
| 3    | Yémen                            | 112.7         |
| 4    | Syrie                            | 111.4         |
| 5    | République centrafricaine        | 111.1         |
| 6    | République démocratique du Congo | 110.7         |
| 7    | Soudan                           | 108.7         |
| 8    | Tchad                            | 108.3         |
| 9    | Afghanistan                      | 106.6         |
| 10   | Zimbabwe                         | 102.3         |
| 11   | Irak                             | 102.2         |
| 12   | Haïti                            | 102.0         |
| 13   | Guinée                           | 101.6         |
| 14   | Nigeria                          | 99.9          |
| 15   | Éthiopie                         | 99.6          |
| 16   | Guinée-Bissau                    | 98.1          |
| 17   | Kenya                            | 97.4          |
| 18   | Burundi                          | 97.4          |
| 19   | Érythrée                         | 97.2          |
| 20   | Pakistan                         | 96.3          |
| 21   | Niger                            | 96.2          |
| 22   | Birmanie                         | 96.1          |
| 23   | Cameroun                         | 95.3          |
| 24   | Ouganda                          | 95.1          |
| 25   | Libye                            | 94.6          |
| 26   | Côte d'Ivoire                    | 94.6          |
| 27   | Mali                             | 93.6          |
| 28   | Corée du Nord                    | 93.2          |
| 29   | République du Congo              | 93.1          |
| 30   | Liberia                          | 92.6          |
| 31   | Mauritanie                       | 92.2          |
| 32   | Bangladesh                       | 90.3          |
| 33   | Angola                           | 89.4          |
| 34   | Rwanda                           | 89.3          |
| 35   | Sierra Leone                     | 89.1          |
| 36   | Égypte                           | 88.7          |
| 37   | Mozambique                       | 88.7          |
| 38   | Timor oriental                   | 88.3          |
| 39   | Népal                            | 87.9          |
| 40   | Swaziland                        | 87.5          |
| 41   | Zambie                           | 87.2          |
| 42   | Djibouti                         | 87.1          |
| 43   | Gambie                           | 87.1          |
| 44   | Liban                            | 86.8          |
| 45   | Burkina Faso                     | 86.5          |
| 46   | Venezuela                        | 86.2          |
| 47   | Philippines                      | 85.5          |
| 48   | Malawi                           | 85.5          |
| 49   | Togo                             | 85.2          |
| 50   | Sri Lanka                        | 84.9          |
| 51   | Papouasie-Nouvelle-Guinée        | 84.8          |
| 52   | Iran                             | 84.3          |
| 53   | Cambodge                         | 84.0          |
| 54   | Madagascar                       | 83.6          |
| 55   | Guinée équatoriale               | 83.4          |
| 56   | Îles Salomon                     | 83.1          |
| 57   | Comores                          | 82.6          |
| 58   | Turquie                          | 82.2          |
| 59   | Guatemala                        | 81.8          |
| 60   | Laos                             | 80.7          |
| 61   | Lesotho                          | 80.1          |
| 62   | Sénégal                          | 79.6          |
| 63   | Tadjikistan                      | 79.5          |
| 64   | Tanzanie                         | 79.4          |
| 65   | Ouzbékistan                      | 79.1          |
| 66   | Kirghizistan                     | 78.6          |
| 67   | Israël                           | 78.5          |
| 68   | Honduras                         | 77.3          |
| 69   | Russie                           | 77.2          |
| 70   | Jordanie                         | 76.8          |
| 71   | Colombie                         | 76.6          |
| 72   | Inde                             | 76.3          |
| 73   | Algérie                          | 75.8          |
| 74   | Bénin                            | 75.7          |
| 75   | Nicaragua                        | 75.3          |
| 76   | Bolivie                          | 75.2          |
| 77   | Thaïlande                        | 75.0          |
| 78   | Azerbaïdjan                      | 74.6          |
| 79   | Fidji                            | 74.5          |
| 80   | États fédérés de Micronésie      | 74.4          |
| 81   | Bhoutan                          | 74.3          |
| 82   | Équateur                         | 74.2          |
| 83   | Maroc                            | 74.0          |
| 84   | Géorgie                          | 74.0          |
| 85   | Afrique du Sud                   | 72.9          |
| 86   | Turkménistan                     | 72.6          |
| 87   | Ukraine                          | 72.6          |
| 88   | Gabon                            | 72.5          |
| 89   | Maldives                         | 72.4          |
| 90   | Chine                            | 72.4          |
| 91   | Indonésie                        | 72.3          |
| 92   | Sao Tomé-et-Principe             | 72.1          |
| 93   | Tunisie                          | 72.1          |
| 94   | Mexique                          | 71.5          |
| 95   | Bosnie-Herzégovine               | 71.3          |
| 96   | Salvador                         | 71.2          |
| 97   | Biélorussie                      | 70.5          |
| 98   | Guyana                           | 70.4          |
| 99   | Arabie saoudite                  | 70.2          |
| 100  | Pérou                            | 70.1          |
| 101  | Paraguay                         | 69.8          |
| 102  | Moldavie                         | 69.5          |
| 103  | Arménie                          | 69.5          |
| 104  | République dominicaine           | 69.2          |
| 105  | Namibie                          | 68.8          |
| 106  | Brésil                           | 68.7          |
| 107  | Viêt Nam                         | 68.4          |
| 108  | Ghana                            | 68.1          |
| 109  | Serbie                           | 68.1          |
| 110  | Cap-Vert                         | 68.0          |
| 111  | Samoa                            | 65.5          |
| 112  | Macédoine                        | 64.8          |
| 113  | Bahreïn                          | 64.4          |
| 114  | Suriname                         | 64.0          |
| 115  | Belize                           | 63.7          |
| 116  | Malaisie                         | 63.6          |
| 117  | Kazakhstan                       | 63.4          |
| 118  | Jamaïque                         | 63.1          |
| 119  | Cuba                             | 62.9          |
| 120  | Botswana                         | 62.0          |
| 121  | Chypre                           | 60.3          |
| 122  | Albanie                          | 60.1          |
| 123  | Grenade                          | 59.9          |
| 124  | Brunei                           | 59.8          |
| 125  | Seychelles                       | 56.8          |
| 126  | Koweït                           | 55.9          |
| 127  | Antigua-et-Barbuda               | 55.6          |
| 128  | Monténégro                       | 55.3          |
| 129  | Grèce                            | 55.3          |
| 130  | Mongolie                         | 54.9          |
| 131  | Trinité-et-Tobago                | 54.6          |
| 132  | Oman                             | 52.6          |
| 133  | Bulgarie                         | 51.7          |
| 134  | Hongrie                          | 50.2          |
| 135  | Bahamas                          | 50.0          |
| 136  | Panama                           | 49.5          |
| 137  | Roumanie                         | 49.4          |
| 138  | Croatie                          | 48.7          |
| 139  | Barbade                          | 48.2          |
| 140  | Qatar                            | 48.1          |
| 141  | Argentine                        | 46.1          |
| 142  | Lettonie                         | 44.9          |
| 143  | Italie                           | 43.8          |
| 144  | Costa Rica                       | 43.2          |
| 145  | Estonie                          | 43.0          |
| 146  | Émirats arabes unis              | 42.8          |
| 147  | Slovaquie                        | 42.5          |
| 148  | Pologne                          | 41.5          |
| 149  | Espagne                          | 41.4          |
| 150  | Chili                            | 40.7          |
| 151  | Maurice                          | 40.5          |
| 152  | Lituanie                         | 39.4          |
| 153  | République tchèque               | 39.0          |
| 154  | États-Unis                       | 37.7          |
| 155  | Malte                            | 36.2          |
| 156  | Corée du Sud                     | 35.7          |
| 157  | Uruguay                          | 35.4          |
| 158  | Japon                            | 34.5          |
| 159  | Royaume-Uni                      | 34.3          |
| 160  | France                           | 32.2          |
| 161  | Singapour                        | 30.4          |
| 162  | Slovénie                         | 30.3          |
| 163  | Belgique                         | 29.7          |
| 164  | Portugal                         | 27.3          |
| 165  | Autriche                         | 26.2          |
| 166  | Pays-Bas                         | 26.2          |
| 167  | Allemagne                        | 25.8          |
| 168  | Canada                           | 21.5          |
| 169  | Nouvelle-Zélande                 | 20.9          |
| 170  | Suède                            | 20.8          |
| 171  | Australie                        | 20.8          |
| 172  | Luxembourg                       | 20.8          |
| 173  | Irlande                          | 20.7          |
| 174  | Islande                          | 20.3          |
| 175  | Danemark                         | 19.8          |
| 176  | Suisse                           | 19.2          |
| 177  | Norvège                          | 18.3          |
| 178  | Finlande                         | 17.9          |